# Freedom What Freedom
Freedom What Freedom è l'ottavo album in studio del gruppo white power rock inglese Skrewdriver, pubblicato nel febbraio 1992.

## Tracce
Testi e musiche di Stuart, tranne ove indicato.
1. Intro - Mother Europe's Sons - 0:29
2. What Price Freedom - 2:35
3. This Little Piggy - 2:45
4. This Feeling - 1:59
5. Blood of the Kings - 2:38
6. One Land (Re-Unification) - 2:56
7. Stolz - 2:33
8. Return to Camelot - 3:02
9. (Oh No) Here Comes a ... - 2:39
10. When the North Wind Blows - 2:11
11. God of Thunder - 2:05
12. Epilogue - The Road to Valhalla - 2:48 (Tramp, Bratta)

## Formazione
- Ian Stuart - voce
- Stigger - chitarra
- Jon Hickson - basso
- John Burnley - batteria